# 콜롬비아 증권거래소

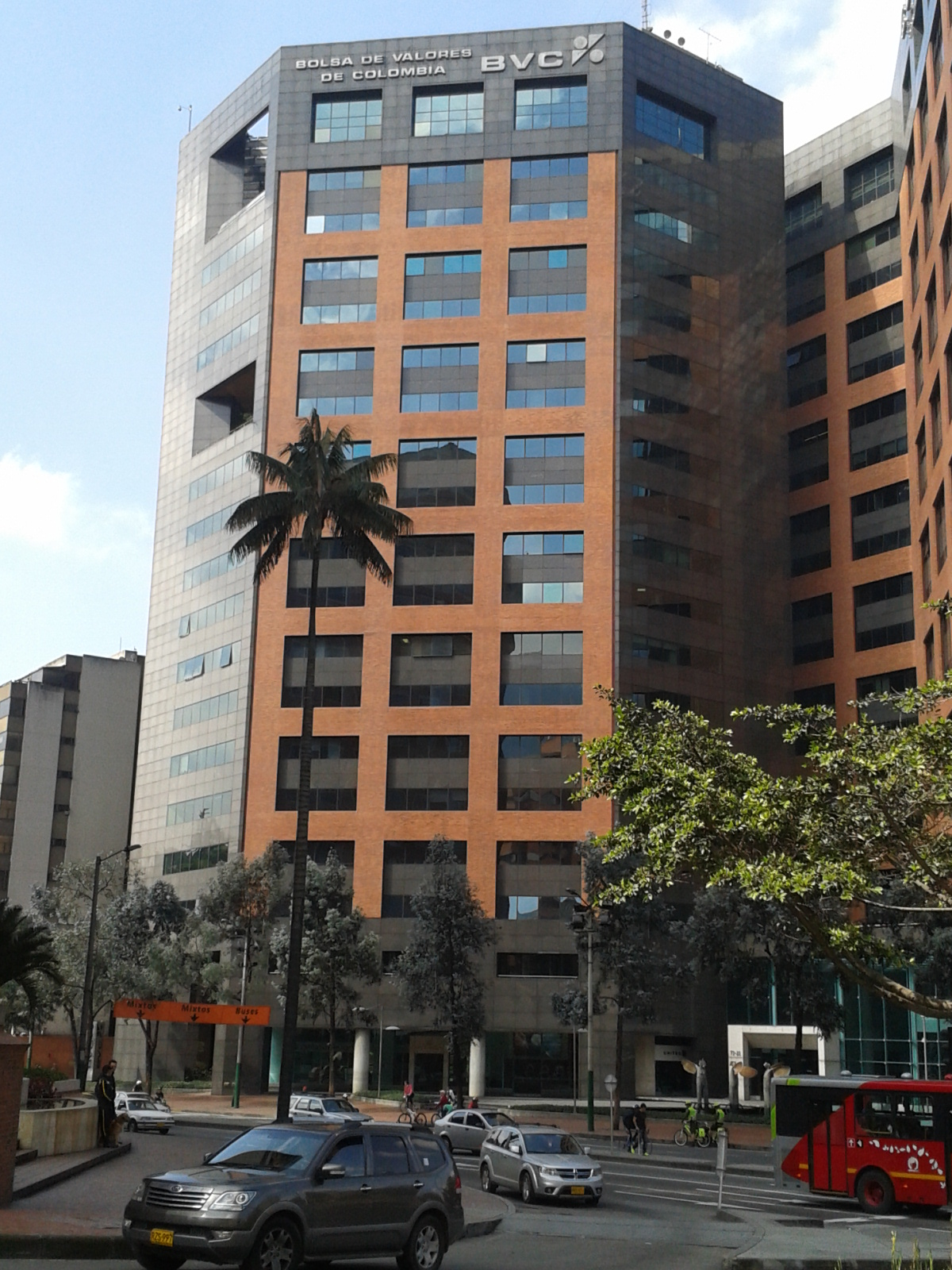

콜롬비아 증권거래소(BVL, 스페인어: Bolsa de Valores de Colombia)는 콜롬비아 보고타에 소재한 증권거래소이다.

## 같이 보기
- 콜롬비아의 경제